# Kalisoka
Kalisoka is een bestuurslaag in het regentschap Tegal van de provincie Midden-Java, Indonesië. Kalisoka telt 5213 inwoners (volkstelling 2010).